# یواس‌اس باترنات (وای‌ای‌جی-۶۰)
یواس‌اس باترنات (وای‌ای‌جی-۶۰) (به انگلیسی: USS Butternut (YAG-60)) یک کشتی بود که طول آن ۱۵۱ فوت ۸ اینچ (۴۶٫۲۳ متر) بود. این کشتی در سال ۱۹۴۱ ساخته شد.